# Karl von Oven
Karl von Oven, nemški general, * 29. november 1888, † 20. januar 1974.